# Sagranus stone
Der Sagranus stone steht in der Saint Thomas Church von St Dogmaels (walisisch Llandudoch) in Pembrokeshire in Wales. Das Dorf St. Dogmael liegt am Pembrokeshire Coast Path etwa 1,6 km südwestlich von Cardigan. Der Sagranus Stone ist ein säulenartiger Stein, der mit einer Ogham- und einer lateinischen Inschrift zur Erinnerung an Sagranus, den Sohn von Cunotamus, beschriftet ist. Es gibt in der Kirche andere frühmittelalterliche Steine, die aber eher Plattenformat haben.

## Fundplatz
In der Nähe der Kirche befinden sich die Ruinen der St.-Mary's-Abtei aus dem 12. Jahrhundert des französischen Tironesier-Ordens (Abbaye de la Sainte-Trinité de Tiron), aber lange zuvor gab es hier im 5. Jahrhundert ein keltisches Kloster, das von St Dogmael, einem walisischen Mönch, der in der Gegend geboren wurde, gegründet worden war. Das frühchristliche Kloster wurde jedoch 987 n. Chr. von den Dänen zerstört.

## Beschreibung
Der Sagranus-Stein wird von den Gelehrten für frühe Inschriften als wichtig erachtet. Es ist eine 2,1 m hohe Doleritsäule aus dem späten 5. oder frühen 6. Jahrhundert n. Chr., also aus den dunklen Jahrhunderten nach dem Rückzug der Römer. Der Stein stammt wahrscheinlich aus dem keltischen Kloster. Es gibt zwei Löcher in dem Stein, was bedeutet, dass er in der Vergangenheit als Torpfosten verwendet wurde. Es könnte sogar als Clapper bridge über einem Bach verwendet worden sein. Vielleicht hat dies dazu geführt, dass der Stein in zwei Teile zerbrochen ist. Aber seine zweisprachigen Inschriften sind jetzt gesichert.
1848 gelang es Wissenschaftlern, das Ogham-Alphabet zu entziffern (zu interpretieren). Die Inschrift auf dem Stein war in der frühen goidelisch-gälischen Sprache Irlands abgefasst. Beide Inschriften sind im Wortlaut etwa gleich. Auf der Frontseite befindet sich eine zweireihige Inschrift in römischen Kapitalen, die abwärts laufen: SAGRANI FILI CVNOTAMI. Auf dem Rand befindet sich die Oghaminschrift, die lautet: SAGRAGNI MAQI CVNATAMI. Sie weisen darauf hin, dass der Stein errichtet wurde, um das Grab des örtlichen Häuptlings Sagranus, des Sohnes von Cunotamus, zu markieren. Ogham, das in Irland entwickelt wurde, ist auf einer Reihe von frühen Inschriften in Wales zu finden, wo es, wie hier, mit einer lateinischen Transliteration verwendet wird.

## Kontext
Die 35 gesicherten Oghamsteine von Wales sind die größte Anzahl von Oghamsteinen außerhalb Irlands. Sie sind mit 32 in der Südhälfte von Wales und nur drei im Norden ungleich verteilt. Dies ist eine Folge der politischen Entwicklung nach dem Abzug der Römer aus Britannien.

### Geschichte
Während des späten 4. und zu Anfang des 5. Jahrhunderts wechselten neben den Skoten (nach Schottland Dalriada) auch eine große Gruppe von Uí Liatháin und vor allem Déisi von Irland nach Großbritannien und siedelten sich in Wales, Cornwall und auf der Isle of Man an. Sie verdrängten in Südwales die herrschende Klasse der Demetae und gründeten die Königreiche Dyfed und Brycheiniog.